# Isla Weizhou
La isla Weizhou (en chino tradicional, 涠洲岛; en chino simplificado, 涠洲岛; pinyin, Weizhou Dǎo' es una isla china en el golfo de Tonkin. Es la isla más grande de la provincia de Guangxi (Región Autónoma Zhuang de Guangxi), está al oeste de la península de Leizhou, al sur de Beihai, y al este de Vietnam. Administrativamente, forma parte del pueblo de Weizhou, del distrito de Haicheng, en la ciudad de Beihai.
tiene una superficie de 24,74 km², una temperatura media de 23 °C y una precipitación media de 1.863 mm.

## Historia

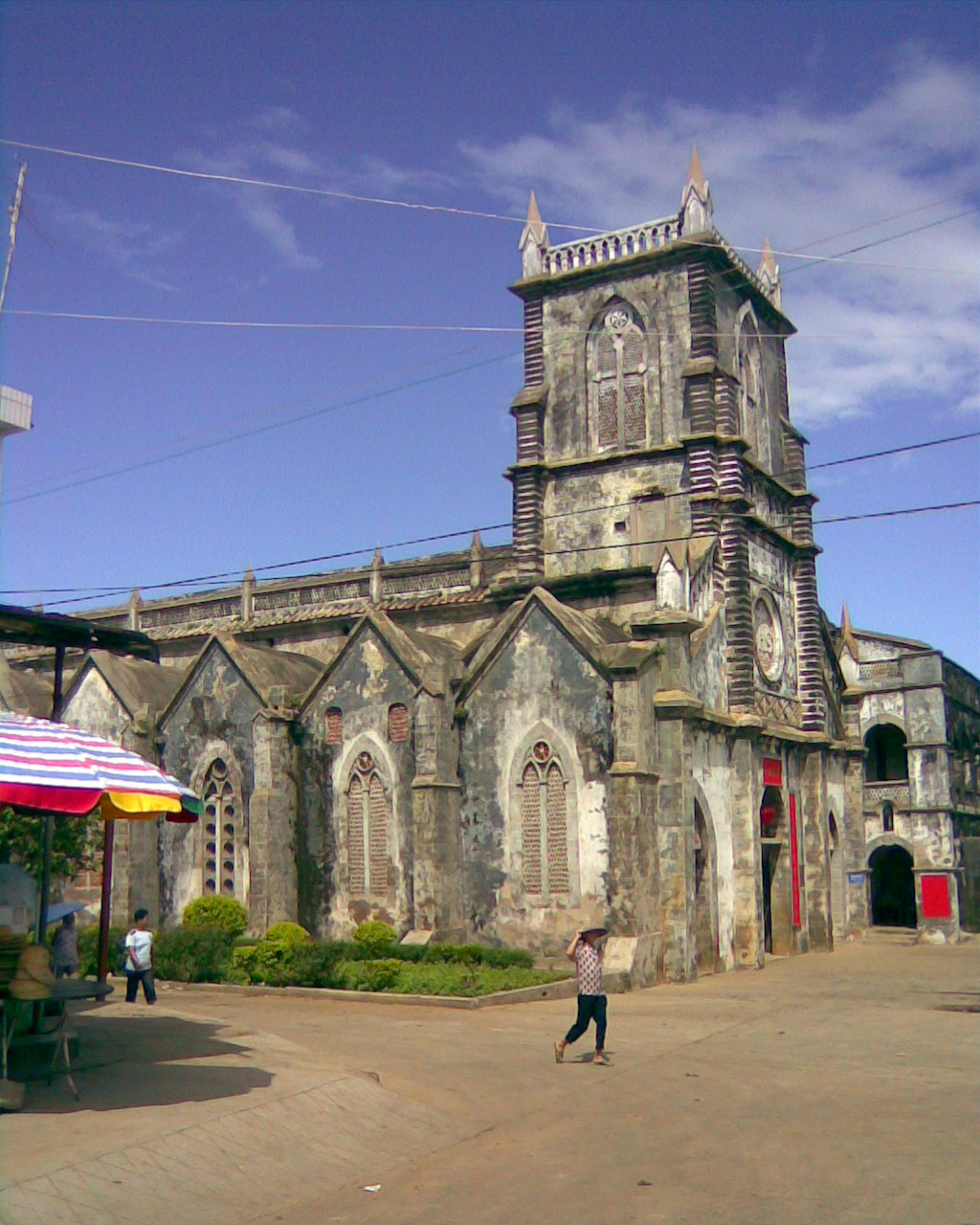
Iglesia católica construida por los franceses en la isla entre 1869 y 1879

De 1869 a 1879, los franceses construyeron una iglesia católica de estilo gótico, la iglesia  tiene 15 metros de alto y esta en el pueblo de Shengtang (盛 塘村, pinyin: cun Shengtang), Weizhou.  La Iglesia Chengzai  Weizhou(城 仔 教堂) fue construida en 1880, también por los católicos franceses. El gobierno de Vietnam había controlado durante mucho tiempo la isla, construyeron una gran cantidad templos y pagodas, antes de regresar Weizhou y la isla de Xieyang al gobierno chino.

## Geografía
Su longitud de norte a sur es de 6,5 km, de este a oeste a 6 km. La costa es de 15,6 km, con 6 a 10 km de playas de arena. Weizhou es más amplia en el sur, donde está el puerto de Nanwan (南 湾 港, pinyin: gǎng nánwān).